# NGC 6438
NGC 6438 is een lensvormig sterrenstelsel in het sterrenbeeld Octant. Het hemelobject werd op 2 juni 1835 ontdekt door de Britse astronoom John Herschel.

## Synoniemen
- ESO 10-1
- AM 1806-852
- PGC 61787